# Giuseppe Alberghini
Giuseppe Alberghini (Cento, 13 settembre 1770 – Roma, 30 settembre 1847) è stato un cardinale italiano della Chiesa cattolica, nominato da papa Gregorio XVI.

## Biografia
Nacque a Cento il 13 settembre 1770.
Operò soprattutto presso la Curia Romana e nel giugno del 1834 fu nominato cardinale in pectore da papa Gregorio XVI, a ciò pubblicandolo l'anno seguente. Partecipò al conclave del 1846 che elesse papa Pio IX.
Papa Gregorio XVI lo elevò al rango di cardinale nel concistoro del 6 aprile 1835.
Morì il 30 settembre 1847 all'età di 77 anni.